# Robertson Skylark SRX-1
Die Robertson Skylark SRX-1 ist ein fünfsitziges STOL-Flugzeug, das in den 1950er Jahren entwickelt wurde. Es sollte von Pisten mit einer Länge von 120 ft (37 m) abheben und dort landen können und über eine Reisegeschwindigkeit von 150 mph (241 km/h) verfügen.

## Konstruktion
Das Flugzeug wurde von James L. Robertson im Alter von 27 Jahren konstruiert. Es ist stall- und spinsicher und in der Lage, mit einer Mindestgeschwindigkeit von 25 mph (40 km/h) zu fliegen. Des Weiteren war es das erste Kleinflugzeug in den Vereinigten Staaten, das mit einem Turboprop-Antrieb ausgerüstet wurde.
Die Skylark besteht aus einer metallverkleideten Stahlrohrkonstruktion und verfügt über Stromlinienverkleidung, Klappen, Spoilerons, Turbulatoren, Pendelruder und Motorkühlung über den Spinner.

## Einsatzhistorie
Der Kunstflugpilot Marion Cole führte Testflüge mit der Maschine durch und führte sie als Teil seiner „Cole Brothes Airshow“ vor. Das Flugzeug ist in der Lage, innerhalb von 100 ft (30 m) abzuheben.

## Technische Daten
| Kenngröße             | Daten               |
| --------------------- | ------------------- |
| Besatzung             | 1                   |
| Passagiere            | 4                   |
| Länge                 | 30,5 ft (9,3 m)     |
| Spannweite            | 40 ft (12,2 m)      |
| Höhe                  | 7,8 ft (2,4 m)      |
| Leermasse             | 2.250 lb (1.021 kg) |
| max. Startmasse       | 3.500 lb (1.588 kg) |
| Höchstgeschwindigkeit | 143 kn (265 km/h)   |